# Ли, Джет
Джет Ли (англ. Jet Li, Li Lian Jie; настоящее имя Ли Ляньцзе (кит. трад. 李連杰, упр. 李连杰, пиньинь Lǐ Liánjié); род. 26 апреля 1963, Пекин, Китай) — китайский и сингапурский киноактёр, мастер ушу. Обладатель премии Hong Kong Film Awards в номинации «Лучший актёр» за роль генерала Пан Цин-Юня в фильме «Полководцы» (2007).

## Биография
Родился 26 апреля 1963 года в Пекине.
Был младшим среди двух братьев и двух сестёр. Когда ему было два года, умер его отец, и семья стала бедствовать.
Пошёл в школу в восьмилетнем возрасте и был самым старшим в своём классе. Он нравился учителям, поскольку часто помогал вести уроки физической культуры. После первого класса Джета с учениками на лето отправили в спортивный лагерь, где он начал изучать ушу. Позже Ли признавался, что попал в секцию ушу не целенаправленно, а совершенно случайно. После каникул всех детей распустили, а Ли — единственному из сверстников — настоятельно рекомендовали продолжить обучение ушу. С этого момента тренировки становятся ежедневными. Пройдя несколько этапов отбора, в 1972 году он попал на национальный чемпионат по ушу и выиграл на них приз «Лучший мастер». После этой победы его освободили от занятий в обычной школе, и большую часть времени Ли стал проводить в спортзале, оттачивая мастерство.
В 1974 году в Китае провели новый этап отбора среди спортсменов ушу, выбирали лучших из лучших. В итоге была сформирована Национальная сборная страны по ушу, в которую вошли 30 человек, включая Ли. Команде поручили представлять КНР в США. Эта поездка, по признанию самого Ли, занимает особое место в его жизни. Перед командировкой со всеми спортсменами провели подробный инструктаж — что можно делать в Штатах, а чего не рекомендуется. В частности, предупредили о возможном прослушивании номеров и слежке. В США Ли пытался проверить наличие «жучков» самостоятельно: будучи в номере американского отеля, он поочерёдно подходил к вазе, зеркалу, телефону и громко говорил, что хочет шоколад, мороженое и фрукты. На некоторое время Джет оставлял номер, а когда возвращался, то видел, что на столе лежит всё, что он попросил. В поездке по США китайских спортсменов опекали десятки агентов ЦРУ, сотрудников Государственного департамента и полицейских. Выступления Ли были отмечены самим президентом Ричардом Никсоном. Увидеть роскошную жизнь людей на Западе — стало для Ли культурным шоком; общаясь с американцами, он заметил, что они «дружелюбны и вряд ли могут быть врагами». С этого времени его мировоззрение начало меняться.
Возвратившись на родину, Ли принял участие в первом Национальном чемпионате по ушу среди юношей (1974). Он завоевал первое место по многоборью и комплексам с мечом дао. Ли стали тренировать лучшие мастера боевых искусств в Китае. В 1975 году, в возрасте 12 лет, Ли отправили на отборочный турнир к Третьему национальному чемпионату по ушу. Он победил сразу в пяти дисциплинах из пяти возможных (соперниками выступали взрослые спортсмены). В том же году Ли завоевал четыре золотых медали и на самом Третьем чемпионате в Пекине (многоборье, комплекс без оружия, комплекс с копьём и комплекс с мечом дао).
В 1976—1977 годы китайская сборная совершила мировое турне: спортсмены демонстрировали в разных странах приёмы ушу. Ли, как «проверенного» человека и известного спортсмена, власти Китая стали приглашать на государственные банкеты и встречи с иностранными делегациями. Выездные показательные выступления также проводились в Великобритании в 1979 году.
В 1977 году на Национальных соревнованиях по ушу Ли занял первое место по комплексу с мечом дао, а также был недосягаем среди последователей стиля «длинный кулак». В 1978 году Ли снова стал золотым призёром (по многоборью, комплексу без оружия и комплексу с мечом дао). В 1979 году на Четвёртом китайском чемпионате по ушу победил в многоборье, стиле «длинный кулак», комплексе без оружия, комплексе с мечом дао и показательных поединках.
В 2009 году Джет Ли получил гражданство Сингапура, и отказался от китайского и американского гражданства (которое получил после долгого периода работы в США), поскольку Сингапур не допускает двойного гражданства.

## Карьера в кино

### 1980—1990 годы
В киноиндустрию Джета Ли пригласили в 18 лет. На экраны он попал как раз благодаря своим эффектным достижениям в спорте. На соревнованиях по ушу его заметили режиссёры и предложили сниматься, обещая сделать из него второго Брюса Ли. Первая (и сразу главная и заметная) роль в фильме «Храм Шаолинь» (1982). Фильм имел большой успех и на этой волне было снято ещё два сиквела — «Дети Шаолиня» (1983) и «Боевые искусства Шаолиня» (1986). Последняя, третья серия, в 1989 году отрывками транслировалась на советском телевидении в альманахе «Вокруг света». После съёмок в шаолиньской трилогии Ли и получил прозвище «Джет» (англ. Jet — «реактивный»).

### 1990—2000 годы
Следующие заметные киноленты с участием Джета Ли — серия фильмов «Однажды в Китае» (1991), «Однажды в Китае 2» (1992), «Однажды в Китае 3» (1993) и «Однажды в Китае и Америке» (1997). Там он сыграл роль народного китайского героя-освободителя, мастера кунг-фу и врачевателя Хуан Фэйхуна. Техника нанесения ударов, качество исполнения трюков и их зрелищность ставят эту кинотетралогию в ряд наиболее выдающихся фильмов о восточных единоборствах.
В фильмах «Легенда» (Легенда о Фон Сайюке) (1993) и «Легенда 2» (Легенда о Фон Сайюке 2) (1993) Джет Ли исполнил роль молодого мастера кунг-фу Фон Сайюка (Фан Шиюй). Эти две киноленты сняты в лучших традициях фильмов о восточных единоборствах и считаются классикой гонконгского кино. Ещё один фильм — «Кулак легенды» (1994) — своеобразный ремейк «Кулака ярости» Брюса Ли (сюжеты очень похожи).
В 1998 году, уже приобретя большую популярность в Азии, Европе и Америке, Джет Ли дебютирует в Голливуде. Его приглашают на роль «плохого парня» в блокбастер «Смертельное оружие 4» (Джет Ли первый раз сыграл отрицательного персонажа) после того, как от роли отказался Джеки Чан.

### С 2000

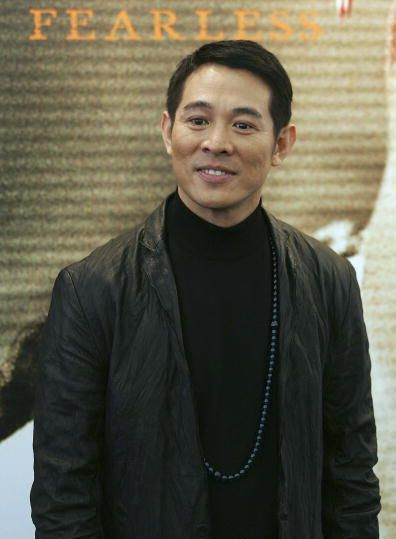
Джет Ли на премьере фильма «Бесстрашный», 2006 год

Далее следует целая серия успешных лент: «Ромео должен умереть» (2000), «Поцелуй дракона» (2001), «Противостояние» (2001), «Герой» (2002), «От колыбели до могилы» (2003), «Денни цепной пёс» (2005), «Бесстрашный» (2006), «Война» (2007).
Самые последние работы — «Запретное царство» (2008), где Джет Ли впервые снялся в дуэте с другим культовым актёром Джеки Чаном, а также очередная серия приключенческого фильма «Мумия: Гробница императора драконов». В 2010 году актёр принял предложение от Сильвестра Сталлоне и снялся в фильме «Неудержимые», после этого в 2012 году снялся в «Неудержимых 2», а в 2014 — в «Неудержимых 3». Также Джет Ли снялся в драме «Океан небес», где нет ни одной сцены с демонстрацией боевых искусств.
Джету Ли предлагали сняться в кинотрилогии «Матрица», а также фильме «Крадущийся тигр, затаившийся дракон», но актёр отказался. Как он сам неоднократно объяснял в разных интервью, сделал это потому, что обещал жене — если она будет ждать ребёнка — оставаться с ней вплоть до его рождения и не работать. Предложение от Энга Ли сняться в «Крадущемся тигре, затаившемся драконе» поступило как раз, когда супруга Ли забеременела. Так Джет Ли сдержал своё слово. Ли счёл, что его присутствие и мастерство в «Матрице» не потребуется, так как в компьютеризированном блокбастере смогут сняться и обычные актёры.

## Личная жизнь
Джет Ли является последователем тибетского буддизма. Он как минимум один раз лично встречался с Далай-ламой. В 2007 году Ли объявил, что не является сторонником независимости Тибета, пояснив, что если человек разделяет религиозные взгляды Далай-ламы, он не обязан неукоснительно следовать и политическим взглядам.
В 1987 году Джет Ли женился на спортсменке Хуан Циюань (англ. Huang Qiuyan), которая вместе с ним выступала в китайской сборной по ушу, а также снималась в фильме «Храм Шаолинь». В браке были рождены две дочери. В 1990 году пара развелась.
В 1999 году Ли женился на гонконгской актрисе Нина Ли Чи. Имеют двух детей: Джейн (2000) и Джаду (2002).
В 2004 году Ли с дочерью отдыхал на Мальдивах, когда грянуло цунами в Юго-Восточной Азии. Сперва считалось, что Ли погиб во время катаклизма, но позже выяснилось, что он всего лишь повредил ногу, спасая дочь из вестибюля гостиницы. Джет Ли занимается благотворительной деятельностью и является послом организации Красный крест.

## Фильмография
| Год  |    | Русское название                    | Оригинальное название                 | Роль                                             |
| ---- | -- | ----------------------------------- | ------------------------------------- | ------------------------------------------------ |
| 1982 | ф  | Храм Шаолинь                        | 少林寺                                | Цзюэюань                                         |
| 1983 | ф  | Дети Шаолиня                        | 少林小子                              | Саньлун                                          |
| 1986 | ф  | Боевые искусства Шаолиня            | 南北少林                              | Линь Чжимин                                      |
| 1988 | ф  | Рождённый защищать                  | 中華英雄                              | Джет (Сиукит)                                    |
| 1989 | ф  | Поединок драконов                   | 龍在天涯                              | Джимми Ли                                        |
| 1991 | ф  | Однажды в Китае                     | 黃飛鴻                                | Вон Фэйхун                                       |
| 1992 | ф  | Однажды в Китае 2                   | 黃飛鴻之二男兒當自强                  | Вон Фэйхун                                       |
| 1992 | ф  | Мастер                              | 黃飛鴻'92之龍行天下                   | Кит                                              |
| 1992 | ф  | Легенда о Фехтовальщике             | 笑傲江湖II東方不敗                    | Лин Вучхун                                       |
| 1993 | ф  | Два воина                           | 太極張三豐                            | Чжан Саньфэн                                     |
| 1993 | ф  | Легенда                             | 方世玉                                | Фон Сайюк                                        |
| 1993 | ф  | Легенда 2                           | 方世玉續集                            | Фон Сайюк                                        |
| 1993 | ф  | Однажды в Китае 3                   | 黃飛鴻之三：獅王争霸                  | Вон Фэйхун                                       |
| 1993 | ф  | Служители зла                       | 倚天屠龍記之魔教教主                  | Чён Моукэй                                       |
| 1993 | ф  | Стальные когти                      | 黃飛鴻之鐵雞斗蜈蚣                    | Вон Фэйхун                                       |
| 1994 | ф  | Телохранитель из Пекина             | 中南海保鑣                            | Аллан Хёй Ченъён                                 |
| 1994 | ф  | Кулак легенды                       | 精武英雄                              | Чэнь Чжэнь                                       |
| 1994 | ф  | Легенда о Красном драконе           | 洪熙官                                | Хун Хэйкунь                                      |
| 1995 | ф  | Степень риска                       | 鼠胆龍威                              | Кит Ли                                           |
| 1995 | ф  | Тайный агент                        | 給爸爸的信                            | Кун Вай                                          |
| 1996 | ф  | Король приключений                  | 冒險王                                | Чау Сикит                                        |
| 1996 | ф  | Чёрная маска                        | 黑俠                                  | Чхёй Чик / «Чёрная маска»                        |
| 1997 | ф  | Однажды в Китае и Америке           | 黃飛鴻之西域雄獅                      | Вон Фэйхун                                       |
| 1998 | ф  | Убийца по контракту                 | 殺手之王                              | Фу                                               |
| 1998 | ф  | Смертельное оружие 4                | Lethal Weapon 4                       | Ва Синь Ку                                       |
| 2000 | ф  | Ромео должен умереть                | Romeo Must Die                        | Хан Синь                                         |
| 2001 | ф  | Противостояние                      | The One                               | Гэйб Лоу/Габлиэль Юлоу / Лоулесс                 |
| 2001 | ф  | Поцелуй дракона                     | Kiss of the dragon                    | «Джонни» Лю Сюцзянь (также сценарист и продюсер) |
| 2002 | ф  | Герой                               | 英雄                                  | Безымянный                                       |
| 2003 | ф  | От колыбели до могилы               | Cradle 2 the Grave                    | Су                                               |
| 2004 | ки | Jet Li: Rise to Honor               | Оригинальное название неизвестно      | Кит Юнь                                          |
| 2005 | ф  | Дэнни цепной пёс                    | Danny the Dog                         | Дэнни (также продюсер)                           |
| 2006 | ф  | Бесстрашный                         | 霍元甲                                | Хо Юаньцзя (также продюсер)                      |
| 2007 | ф  | Война                               | War                                   | Убийца Роуг                                      |
| 2007 | ф  | Полководцы                          | 投名狀                                | генерал Пан Цин-Юнь                              |
| 2008 | ф  | Запретное царство                   | The Forbidden Kingdom                 | Король обезьян / Молчаливый Монах                |
| 2008 | ф  | Мумия: Гробница императора драконов | The Mummy: Tomb of the Dragon Emperor | Император Цинь Ши Хуан                           |
| 2009 | ф  | Спецагент Арчер                     | Archer                                | Капитан пират                                    |
| 2009 | ф  | Великое дело основания государства  | 建国大业                              | адмирал Чэнь Шаокуань                            |
| 2010 | ф  | Неудержимые                         | The Expendables                       | Инь Ян                                           |
| 2010 | ф  | Океан небес                         | 海洋天堂                              | Сэм Вонг                                         |
| 2011 | ф  | Врата дракона                       | 龍門飛甲                              | Чжао Хуайань                                     |
| 2011 | ф  | Чародей и белая змея                | 白蛇傳說之法海                        | монах-чародей                                    |
| 2012 | ф  | Неудержимые 2                       | The Expendables 2                     | Инь Ян                                           |
| 2013 | ф  | Жетоны ярости                       | 不二神探                              | Хуанг Фей                                        |
| 2014 | ф  | Неудержимые 3                       | The Expendables 3                     | Инь Ян                                           |
| 2016 | ф  | Лига Богов                          | 封神榜                                | Цзян Цзыя                                        |
| 2017 | ф  | Хранители боевых искусств           | 功守道                                | монах (также продюсер)                           |
| 2020 | ф  | Мулан                               | Mulan                                 | Император                                        |
| 2023 | ф  | Слай Сталлоне                       | Sly                                   | В роли самого себя, хроника, в титрах не указан  |